# 1363 en santé et médecine
| Années de la santé et de la médecine : 1360 - 1361 - 1362 - 1363 - 1364 - 1365 - 1366    |
| Décennies de la santé et de la médecine : 1330 - 1340 - 1350 - 1360 - 1370 - 1380 - 1390 |

Cet article présente les faits marquants de l'année 1363 en santé et médecine.

## Événements
- Marguerite de France, comtesse de Bourgogne, fait démolir l'hôpital d'Arbois en Franche-Comté parce que les établissements de ce genre, « installés dans les faubourgs et à proximité des murailles, favorisent l'insécurité [et] peuvent devenir facilement un repaire d'écorcheurs et un point d'appui pour l'ennemi[1] ».
- 1362-1363 : fondation à Paris, sur la place de Grève, aujourd'hui place de l'Hôtel-de-Ville, de l'hôpital du Saint-Esprit, voué à l'accueil des orphelins de parents morts à l'Hôtel-Dieu[2],[3].
- 1362-1363 : à l'initiative du comte Louis de Male et en expiation du meurtre de l'échevin Henri Halyn, les frères Goswin et Simon Rym font construire à Gand, dans le comté de Flandre, un hospice qui sera consacré par la suite à sainte Catherine[4].

## Publication
- Le chirurgien français Guy de Chauliac publie sa Chirurgia Magna, traité de « grande chirurgie » plus connu sous le titre de Guidon donné d'après le prénom de l'auteur, et qui sera traduit en français par Jean Canappe en 1542[5].

## Personnalité
- 1363-1365 : fl. Étienne Boucat, barbier, « probablement à Saint-Trivier en Franche-Comté[6] ».

## Décès
- Janvier : Pierre Chauchat (né à une date inconnue), docteur et trois fois doyen de la faculté de médecine de Paris, médecin du roi Jean le Bon, auteur en 1339 d'une Expositio libri de Crisis Galeni[7].
- Jean de Coucy (né à une date inconnue), maître régent et deux fois doyen de la faculté de médecine de Paris, resté médecin de Jean II le Bon jusqu'à sa mort[7].
- Avant 1363 : Jacques de Aptio (né à une date inconnue), barbier du pape Innocent VI[8].